# صحت تاریخی داستان استر و مردخای
منتقدان تاریخ روایت کتاب استر را روایتی تاریخی نمی‌شمارند. نخست اینکه هیچ سندی تاریخی در دست نیست که نشان دهد شاهان هخامنشی ملکه‌ای به نام استر داشته‌اند. دیگر آنکه هیچ‌یک از شاهان هخامنشی فرمان به قتل‌عام یهودیان نداده‌اند که با میانجیگری ملکه از فرمان خود منصرف شده باشند. با این همه پاره‌ای اشارات تاریخی و توصیف‌هایی که از اوضاع دربار شاهان هخامنشی شده و برخی دیگر از اطلاعات مندرج در این کتاب می‌تواند برای مورخ مورد استفاده قرار گیرد.

## نگارش کتاب
تاریخ نگارش کتاب استر نامشخص است اما معمولاً بین محققین اتفاق‌نظر وجود دارد که نگارش کتاب کمی بعد از سقوط هخامنشیان، احتمالاً در دوره اشکانیان و حدود قرن دو یا سه قبل از میلاد بوده است. نویسنده کتاب نیز ناشناخته است. اما معمولاً چنین پنداشته می‌شود که توسط فردی از میان اقلیت یهودی ایران و بابل نوشته شده است. اما جعفری دهقی معتقد است که این کتاب در زمان هلنیستی (یونانی مآبی) و حاصل تلقی و برداشت فکری یونانیان و دشمنی آنان با شاهان هخامنشی است.
امیلی کورت معتقد است کتاب استر در دوره هلنیستی (یونانی‌مآبی) نوشته شده است و تصویر زندگی درباری ایران مشابه با آن چیزی است که در نوشته‌های یونانی دیده می‌شود.
دانشنامه بریتانیکا در نوشتار مربوط به عید پوریم می‌نویسد: حقیقت تاریخی این واقعه کتاب مقدس، معمولاً مورد سؤال می‌باشد. در مورد جشن پوریم، نیز هرچند مشخص است که عید پوریم تا حدود قرن دوم میلادی به سنتی تثبیت شده در میان یهودیان تبدیل شده بوده، ریشه تاریخی این جشن ناشناخته است. در این دانشنامه در هنگام بررسی تأثیرات تمدن ایران زمین بر یهودیت چنین آمده است که ماجرای پوریم از کتاب استر در واقع، یکی از قصه‌های ایرانی در مورد زیرکی و خدعه‌های ملکه‌های ایرانی در درون اندرونی‌های پادشاهان می‌باشد و خود عید پوریم نیز به نوعی اقتباس یهودیان از عید نوروز می‌باشد.
از سال ۱۹۴۷ تا ۱۹۵۶ حدود یکصد قطعه از طومارهای بحرالمیت در قمران یا اسفار متعدد عهد عتیق یافت شده‌اند، همگی به جز کتاب استر با عهد عتیق تطابق دارند. تومار بحرالمیت مربوط به گروه اسنیان از یهودیان است که هم‌اکنون ترجمه این مخلوطات نیز به چاپ رسیده و دسترس همگان است. دیگر آنکه در عهد جدید، هیج نقل قول یا اشاره‌ای به کتاب استر نشده است.

## صحت تاریخی
بگفته تاریخچه دنیای کتاب مقدس چاپ دانشگاه آکسفورد، اگر چه برخی بنیادگرایان کتاب استر را تاریخی می‌پندارند ولی ژانر ادبی کتاب استر، همانند اکثر کتاب دانیال از نوع رمان بوده است. نه نویسندگان این کتاب قصد بازگو کردن حوادث گذشته را داشتند، و نه انتظار داشتند که خوانندگان آن را به عنوان تاریخ قلمداد کنند؛ شخصیتی به نام استر وجود خارجی نداشته است. با توجه به ژانر ادبی کتاب چند سؤال مربوطه اینها است که «چه کسی این کتاب را نوشته؟ قصد آن‌ها از نوشتن این کتاب چه بوده و تا چه حدی به آن رسیده‌اند؟ مخاطبان این کتاب چه کسی بوده؟ از مقایسه این کتاب و مخاطبان آن با موارد مشابه در دنیای یونانی-رومی چه نتایجی حاصل می‌شود؟»
بگفته شائول شاکد، استاد ارشد دانشگاه عبری اورشلیم و پژوهش‌گر نامدار تاریخ یهودیت، در نوشتار مربوط به پوریم در دانشنامه ایرانیکا، گواهی بر صحت این داستان از دیدگاه تاریخی وجود ندارد و معمولاً در مورد واقعیت تاریخی داستان با شک و تردید نگریسته می‌شود. نظریه‌هایی وجود دارد که داستان بر مبنای اساطیر ایلامی یا بابلی است. هرچند چنین نظری را نمی‌توان با اطمینان پذیرفت. این کتاب را بیشتر می‌توان نمونه‌ای از تم (theme) معروف دسیسه‌های درون دربار و نجات یافتن‌های معجزه آمیز نامید.
بگفته مک‌کولوگ شاید ذراتی از حقیقت در پشت داستان استر باشد ولی کتاب در وضع حاضرش دارای اشتباهات و تناقضاتی است که باید به عنوان یک افسانه تاریخی (نه روایت تاریخی) قلمداد شود. نام همسر خشایارشا به استناد هرودوت، آمستریس دختر اتانس بوده درحالی که هیچ اثری از وشتی یا استر در تاریخ هرودوت نیست
بگفته تاریخچه یهودیت چاپ دانشگاه کمبریج نویسنده کتاب استر ممکن است نام‌های ایرانی یا ایلامی برای کتابش را می‌دانسته، اما نشان داده نشده که نویسنده اطلاعات دست اولی راجع به وضعیت جغرافیایی قصر در شوش یا فضای حاکم در دربار ایران داشته است. اگر چه تاریخی بودن کتاب به دلیل وجود غیر محتملات و خطاها زیر سؤال می‌رود، اما افسانه بودن داستان به معنی این نیست که از داخل خلأ زاده شده است. بدون شک داستان بر پایه اتفاقی تاریخی که در شوش افتاده بنا شده است، هرچند تشخیص ماهیت این اتفاق سخت می‌باشد. همچنین عید پوریم قبل از نوشتن شدن کتاب استر جشن گرفته می‌شده و این داستان سعی در توجیه این جشن کرده است.
به گفته لیتمن دانش‌آموختگان و دانش‌پژوهان کتاب استر را به دلیل تناقضات آشکار تاریخی در این کتاب به جای سند تاریخی، جز افسانه‌های تاریخی به حساب می‌آورند. به استناد تاریخ هرودوت، خشایارشا هرگز نمی‌تواند با یک یهودی ازدواج کند کند چرا که خلاف عمل پادشاه برای ازدواج با یکی از ۷ خانواده صاحب قدرت ایرانی است. تاریخ گزارش می‌دهد که خشایارشا با آمستریس و نه با وشتی یا استر ازدواج کرده است. هیچ اطلاعات شخصی از وزیر هامان، وشتی یا استر یا حتی مردخای - مرد عالی‌رتبه دربار- نیست. مردخای گفته می‌شود که توسط بختنصر تبعید شده است ولی تبعید او ۱۱۲ سال پیش از سلطنت خشایارشا روی داده است
کتاب استر یک رمان تاریخی است که سرنوشت یهودیان تبعیدی را در قرن پنجم پ م تحت حاکمیت اخشورش (یعنی خشایارشا) روایت می‌کند. موضوع رمان در دربار هخامنشی در شهر شوش رخ می‌دهد. نویسنده آشنایی خوبی نقشه‌برداری شهر و نقل نام‌های پارسی (مموکن،...)، عیلامی (هامان)، و بابلی (مردخای) دارد. وشتی، زن خشایارشا، از دستور شوهر برای ظاهر شدن در برابر مهمانان سرپیچی می‌کند و در نتیجه، از مقام ملکه‌ای خویش خلع می‌شود و استر یهود، دختر برادر مردخای، جایش را می‌گیرد. مردخای بر طبق رمان، در بابل توسط نبودکدنضر (کسی که بیش از ۱۰۰ سال پیش از خشایارشا زیست) به اسارت گرفته می‌شود. گرچه به نظر می‌رسد این رمان در قرن دوم پ م رخ داده و کمی جزئیات تاریخی دارد، در قسمت مختلفی روایت‌های مورد اطمینان ارائه می‌کند: جزئیات نحوه زندگی دربار سلطنتی و کارایی روحانیون و توصیف سنت‌های پارسی که در کتاب استر آمده است، توسط منابع مستقل تأیید شده است.
به نوشته دانشنامه جودائیکا، کتاب استر ادعا می‌کند که یک یک روایت تاریخی است که در قلعه شوشان یا شوش اتفاق افتاده است. اتفاق افتاده است. درست است که شاهی پارسی بنام اخشورش (Ahasuerus) وجود داشته است که معادل نام پارسی است که یونانی‌ها Xerxes (خشایار) می‌نامیدند (نگارش بدون اصوات نام به عبری تقریباً نزدیک به شیوه‌ای است که نام در متون آرامی نگاشته می‌شده است. اصوات بعدها در قرون وسطی به نام اضافه شده است). پادشاهی خشایار یکم (کسی که منظور قصه است زیرا پادشاهی خشایار دوم زودگذر بود). همچنین نام مردوکا (=مردخای) در متون آن زمان به عنوان یک نام فرد و همچنین در کتاب‌های عزرا و نحمیا به عنوان یک نام یهودی ثبت شده است. همچنین نویسنده کتاب استر با رسوم پارسیان و رسوم دربار آشنایی خوبی داشته است مانند عدم پذیرفتن وشتی برای کوچک کردن خود و ظاهر شدن در مجلس می‌گساری (یک همسر پارسی مجلس مهمانی را در هنگام شروع می‌گساری ترک می‌کرد)
هرچند پذیرش استر به عنوان یک حقیقت تاریخی با دشواری‌هایی روایی و تاریخی مواجه است. اگر مردخای از سرزمین یهود بهمراه یهویاخین Jehoiachin (سال ۵۸۹ میلادی) تبعید شده باشد. آنگونه که کتاب استر عنوان می‌کند (استر ۶:۲) سن مردخای در زمان خشایارشا باید بیش از صد سال بوده باشد. هرودوت گزارش داده است که همسر خشایارشا نه وشتی و نه استر بوده است بلکه دختر یکی از سرداران پارسی بوده است که آمیستریس نام داشته است. هرودوت همچنین گفته است که شاهان پارسی همسرانشان را تنها از میان هفت خانواده اشراف پارسی انتخاب می‌کرده‌اند. بعلاوه، کل داستان مملو از نا محتملات است. مانند آنکه مردخای به عنوان یک یهودی در دربار شناخته می‌شد و برادر زاده و دختر خوانده اش که هر روز به دیدن او می‌رفته است توانسته است با موفقیت ملیت و دین خود را پنهان کند. بعلاوه داستان به نحو ساختگی جدی می‌زند و بطرز مشکوکی غیر مذهبی است. دعا کنندگان هیچوقت در هنگام خطر یادی از خدا نمی‌کنند و اشاره‌ای به خدا در هنگام جشن شکرگذاری پس از نجات یهودیان نیست. بطوریکه خاخام‌های تلمود مجبور بودند که نام خدا را به کتاب استر بیفزایند و ترجمه یونانی و آرامی ان کتاب را مومنانه تر نموده است. اگر فرض کنیم که کتاب استر واقعیت تاریخی نیست. احتمالات متعددی برای منشأ کتاب و تاریخ نوشته شدن کتاب و بستر تاریخی و معنی و مقصود آن وجود دارد.
دائرةالمعارف جهانی یهود دربارهٔ کتاب استر می‌نویسد:
اکثر محققان کتاب را افسانه و داستان‌هایی می‌دانند که بازگو کننده آداب و سنت‌های معاصری است که با ظاهر و آهنگی قدیمی ارائه شده است تا از حمله و هجوم به آن اجتناب شود. آنها خاطر نشان کرده‌اند ۱۲۷ ولایتی که نامشان در کتاب آمده با ۲۰ ساتراپی باستانی ایران در مغایرتی عجیب است. یا حیرت‌آور است که چگونه استر، یهودی بود خودش را مخفی می‌کند، در حالی که مردخای که پسرعمو و در عین حال قیم او بوده، به عنوان یک یهودی شناخته شده بوده است. نیز غیرممکن است که یک غیر ایرانی به عنوان نخست‌وزیر یا ملکه انتخاب شود و اینکه رویدادهای کتاب، اگر به راستی واقع شده‌اند، نمی‌توانسته‌اند با بی‌توجهی مورخان روبرو شده باشند. لحن به کار رفته در کتاب، ساختار ادبی و جایگاه کتاب بیشتر به یک داستان رومانتیک اشاره دارد تا یک واقعه شمار تاریخی. برخی پژوهشگران حتی منبع این اثر را کاملاً غیر یهودی ردیابی کرده‌اند.
سموئل کندی دربارهٔ کتاب می‌نویسد:
کتاب استر همه چیز می‌تواند باشد جز تاریخ، این کتاب، داستانی افسانه آمیز است که غرض ظاهری این افسانه آن بوده که برای جشن گرفتن عید پوریم، یک حقانیت و واقعیت تاریخی ذکر کند. کتاب استر اطلاعاتی نادرست را در مورد فارس نیز ارائه می‌دهد. در این کتاب آمده که خشایارشا بر ۱۲۷ ولایت حکمرانی کرده، حال آنکه تعداد واقعی تحت حکم او ۲۷ تا بوده است.
به نظر سموئیل کندی، کتاب استر سرشار از اندیشه‌ها و تصوراتی است که از ادبیات اساطیری بابل سرچشمه گرفته است. چرا که اندیشه غلبه یک زن بر پادشاه بیگانه بیشتر با روحیه بابلیان قرن ۵ پیش از میلاد مناسبت دارد تا با تفکر یهودی. علاوه بر این، نام هیچ‌یک از قهرمانان کتاب استر یک اسم واقعی یهودی نیست. به استثنای شاه اخشورش (خشایارشا) بقیه، نام خدایان بابلی و عیلامی دارند. نام استر معادل «ایشتار» است. بانوی قهرمان داستان حتی در باب دوم، آیه هفتم، هدسه خوانده می‌شود که از القاب خاص رب‌النوع بابلی است. استر و مردخای بابلیانی هستند که نقاب یهودی به چهره زده‌اند. دشمن آنها، هامان می‌توان بر مبنای زبانشناسی با هوما یک خدای عیلامی برابر دانست. وشتی، ملکه پارس هم، به همین ترتیب، می‌توان با مشتی یک رب‌النوع عیلامی تطبیق داد. از این رو کندی معتقد است اساس کتاب استر در عهد عتیق، یک افسانه بابلی قرن پنجمی است می‌باشد که کشمکش مرافعه مردوخ و ایشتار را با اخشورش بیان می‌کند. همانندی‌ها هم آن قدر زیاد است که نمی‌توان آن را بر تصادف حمل کرد.